# Babītes pagasts
Babītes pagasts er en territorial enhed i Babītes novads i Letland. Pagasten havde 7.795 indbyggere i 2010 og omfatter et areal på 165,20 kvadratkilometer. Hovedbyen i pagasten er Piņķi.